# Association internationale des sports de l'esprit
L'Association internationale des sports de l'esprit (anglais: International Mind Sports Association ou IMSA) est une association fondée en 2005 rassemblant les fédérations internationales de bridge, d'échecs, de dames et de go.
Les premiers Jeux mondiaux des sports de l'esprit se sont déroulés à Pékin du 3 au 18 octobre 2008, dans la foulée des Jeux olympiques et des Jeux paralympiques.

## Fédération membres
| Sport          | Organisation                                | Adhésion           |
| -------------- | ------------------------------------------- | ------------------ |
| échecs         | Fédération internationale des échecs (FIDE) | 2005               |
| dames          | Fédération mondiale du jeu de dames         | 2005               |
| go             | Fédération internationale de go             | 2005               |
| échecs chinois | World Xiangqi Federation                    | 2015               |
| bridge         | Fédération mondiale de bridge               | 2005               |
| poker          | International Federation of Poker           | 2010 (observateur) |
| mah-jong       | Mahjong International League (en)           | 2017               |
| jeux de cartes | Federation of Card Games                    | 2018               |